# Peralta (Costa Rica)
Peralta è un distretto della Costa Rica facente parte del cantone di Turrialba, nella provincia di Cartago.